# A-ha
Pour les articles homonymes, voir AHA.
a-ha est un groupe norvégien pop rock, originaire d'Oslo. Initialement formé en 1982, et séparé en 2010, a-ha se reforme en 2015 pour la sortie d'un nouvel album et une tournée. Tout au long de son existence, il est composé du chanteur Morten Harket, du guitariste Pål Waaktaar-Savoy et du claviériste Magne Furuholmen. Il rencontre un grand succès au milieu des années 1980 avec les singles Take on Me, The Sun Always Shines on T.V. et Hunting High and Low,  notamment.
Le groupe sort cinq albums avant de prendre une pause de quatre ans dès 1994. En 1998, les membres d'a-ha se réunissent à l'occasion du concert du prix Nobel de la paix et y chantent un nouveau titre, lequel figure ensuite sur un nouvel album qui sort deux ans plus tard. Trois autres albums suivent en 2002, 2005 et 2009, puis les membres du groupe annoncent leur séparation en 2010. En 2016, le groupe compte dix albums studio, quatre albums live et plusieurs compilations. D'après plusieurs sites, notamment consacrés au groupe, le nom « a-ha » vient d'une chanson de Jim Morrison (des Doors, groupe qu'ils admiraient particulièrement avec Joy Division). Ce mot se prononçant de la même façon dans toutes les langues et signifiant la joie ou la surprise, ils décident de l'adopter. 
Avec plus de 35 millions d'albums vendus, a-ha reste à ce jour le groupe de musique pop originaire de Norvège ayant connu le plus de succès,.

## Histoire

### Formation et débuts (1982–1986)
Le trio, qui comprend le chanteur Morten Harket, le guitariste Pål Waaktaar-Savoy et le claviériste Magne Furuholmen, est formé en 1982, et quitte la Norvège pour Londres, au Royaume-Uni, pour se consacrer à un business musical plus prometteur. Les trois hommes tentent de se trouver un nom facilement prononçable en anglais. Ils choisissent de s'associer avec le musicien et producteur John Ratcliff. Ratcliff leur présentera son agent artistique, Terry Slater, et après quelques rencontres, a-ha recrute Ratcliff comme leur agent. Slater et Ratcliff lancent TJ Management.
La parution de leur premier single Take on Me en 1985 (vu 2 milliards de fois sur YouTube), dont une première sort sans succès en 1984, accompagné d'un clip des plus novateurs pour l'époque, car mêlant prises de vue réelles et séquences d'animation, permet au groupe de connaître un énorme succès mondial, atteignant notamment la première place aux États-Unis. Les trois singles suivants, The Sun Always Shines on T.V., Train of Thought et Hunting High and Low confortent le succès de leur premier album, également nommé Hunting High and Low (1985). L'album Hunting High and Low passe les mois d'octobre et novembre au top 20 du top 200 de Billboard et est certifié triple disque de platine au Royaume-Uni, aux États-Unis et en Allemagne, puis disque d'or au Brésil et aux Pays-Bas,,,. Hunting High and Low compte 11 millions d'exemplaires vendus à l'international. L'album atteint la 15e place des classements US, le Billboard Top 200 et la deuxième place de l'UK Albums Chart, passant aussi 38 semaines dans les classements norvégiens, dont huit semaines à la première place,,. A-ha sera définitivement considéré comme N°1 de la pop-synthé avec un chanteur qui utilise une voix de tête, chose extrêmement rare à l'époque.

### Âge d'or (1986–1994)

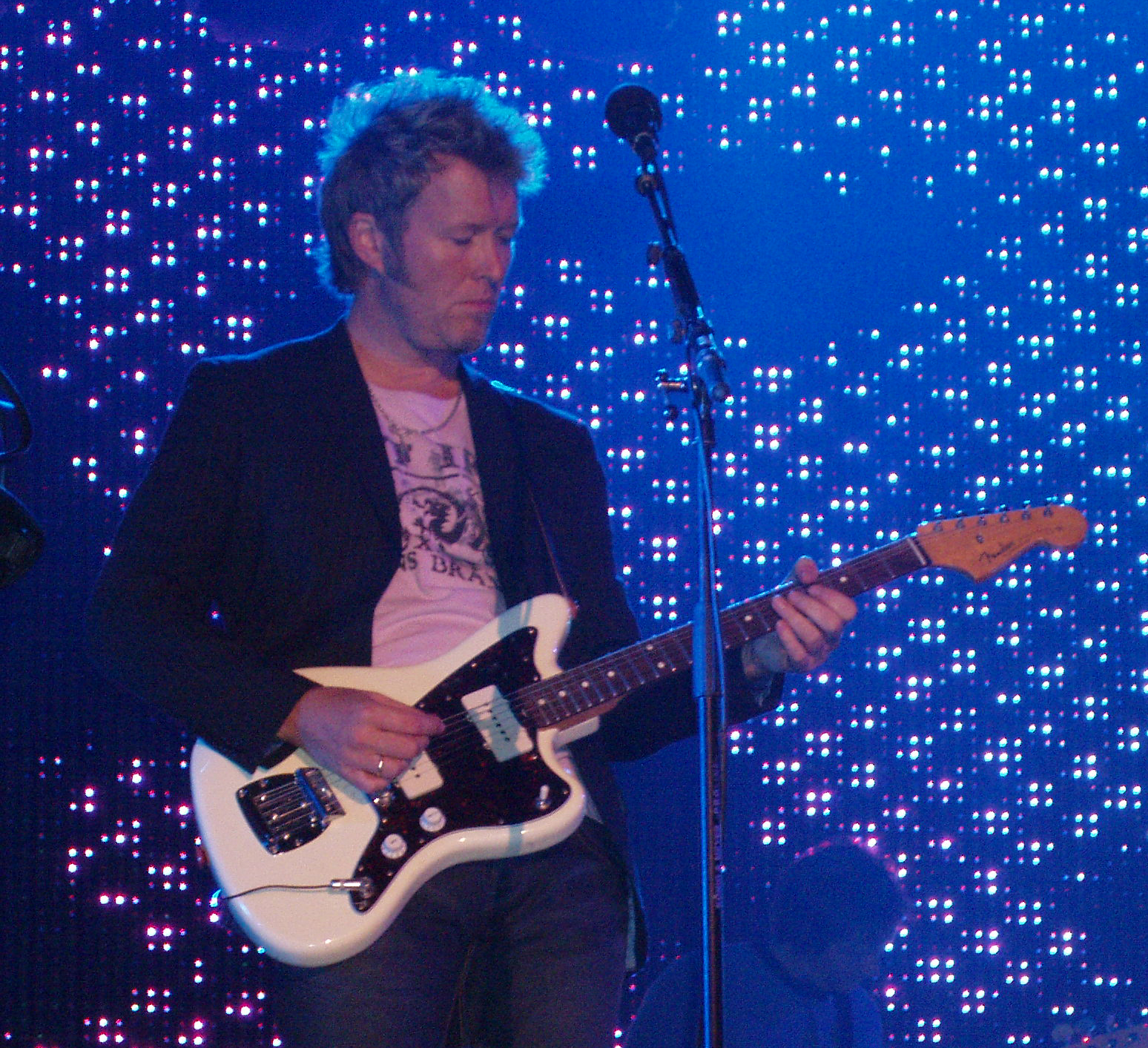
Magne Furuholmen en 2007.

S'ensuit un deuxième album, Scoundrel Days, aux singles bien accueillis : I've Been Losing You, Manhattan Skyline et Cry Wolf assoient durablement a-ha dans une dynamique de tournées triomphales, notamment en Europe, car aux États-Unis le succès rencontré par l'album précédent et ses différents singles ne sera pas réitéré. L'album est publié à mi-chemin de leur tournée en 1986 et s'oriente vers le rock alternatif, le synthpop déclinant à cette période. Malgré le très bon accueil critique, l'album ne parvient pas à atteindre les chiffres de ventes escomptés (6.4 millions d'exemplaires vendus) engendrés par son prédécesseur. Cry Wolf sera le dernier single de a-ha à atteindre le Billboard Hot 100. Après la sortie de l'album, a-ha tourne aux États-Unis, sa dernière apparition ici pour les vingt prochaines années. L'album est certifié disque de platine au Royaume-Uni, en Suisse et au Brésil, et disque d'or en Allemagne,,,.
Ils enchaînent un an et demi plus tard avec un troisième album studio intitulé Stay on These Roads (1988), composé et produit un peu à la hâte ; le succès s'en ressent. Stay on These Roads est certifié disque de platine au Brésil et en France, et disque d'or en Suisse, Allemagne, au Royaume-Uni et aux Pays-Bas,,,,. Ils interprètent entre-temps la chanson-titre du James Bond Tuer n'est pas jouer (The Living Daylights), morceau coécrit par Pål Waaktaar et John Barry. Cette chanson apparaît dans une version réorchestrée sur Stay on These Roads. Après la sortie de l'album, le groupe effectue une tournée de 74 dates. L'album compte plus de 4,2 millions d'exemplaires vendus.
Suit, en 1990, l'un des albums les plus aboutis musicalement du groupe, East of the Sun, West of the Moon. Des morceaux beaucoup plus rock qu'à l'accoutumée (Sycamore Leaves, Cold River et I Call Your Name) auraient pu conduire à la possible renaissance d'un groupe qui tentait alors de se défaire de son étiquette « années 1980 ». Le disque est néanmoins un relatif échec commercial, même si la reprise des Everly Brothers Crying in the Rain, premier single tiré de cet album, remporte un succès assez important. On peut noter la présence de Béatrice Dalle dans le videoclip du titre Move to Memphis. A noter le titre Early Morning qui sortira en single en Amérique du Sud.
Leur cinquième album studio, Memorial Beach, sorti en 1993, et initialement prévu pour Savoy, l'autre groupe de Pal Waaktaar-Savoy, est celui qui remporte le moins de succès auprès du grand public. Trois singles en seront issus : Dark is the night (for All), Angel in the Snow et Lie down in Darkness. Le magazine musical anglais Q le place dans les 50 meilleurs albums de l'année 1993. L'album comporte de très beaux morceaux, dont le presque instrumental, Cold as stone, le désenchanté Lamb To The Slaughter, How Sweet Is Was, ainsi que le voluptueux Memorial Beach. L'ambiance est très sombre et n'a absolument plus rien à voir avec le style de leur premier album. A-ha est capable d'offrir différents styles musicaux. Au début de l'année suivante, après un single pour les Jeux paralympiques de Lillehammer, Shapes that Go Together, a-ha se sépare, l'ambiance au sein du groupe étant devenue pesante.
Les années 90 sont exceptionnelles au niveau scénique pour le groupe. Celui-ci enchaîne les performances rock, comme le montre le live NRK à la TV norvégienne en 1991, et leurs prestations en Amérique du Sud notamment (avec le record du monde pour le concert ayant attiré le plus de spectateurs payants en 1991, avec 196 000 spectateurs au stade Maracana) et en Afrique du Sud en 1994.

### Réunion et séparation (1998–2010)

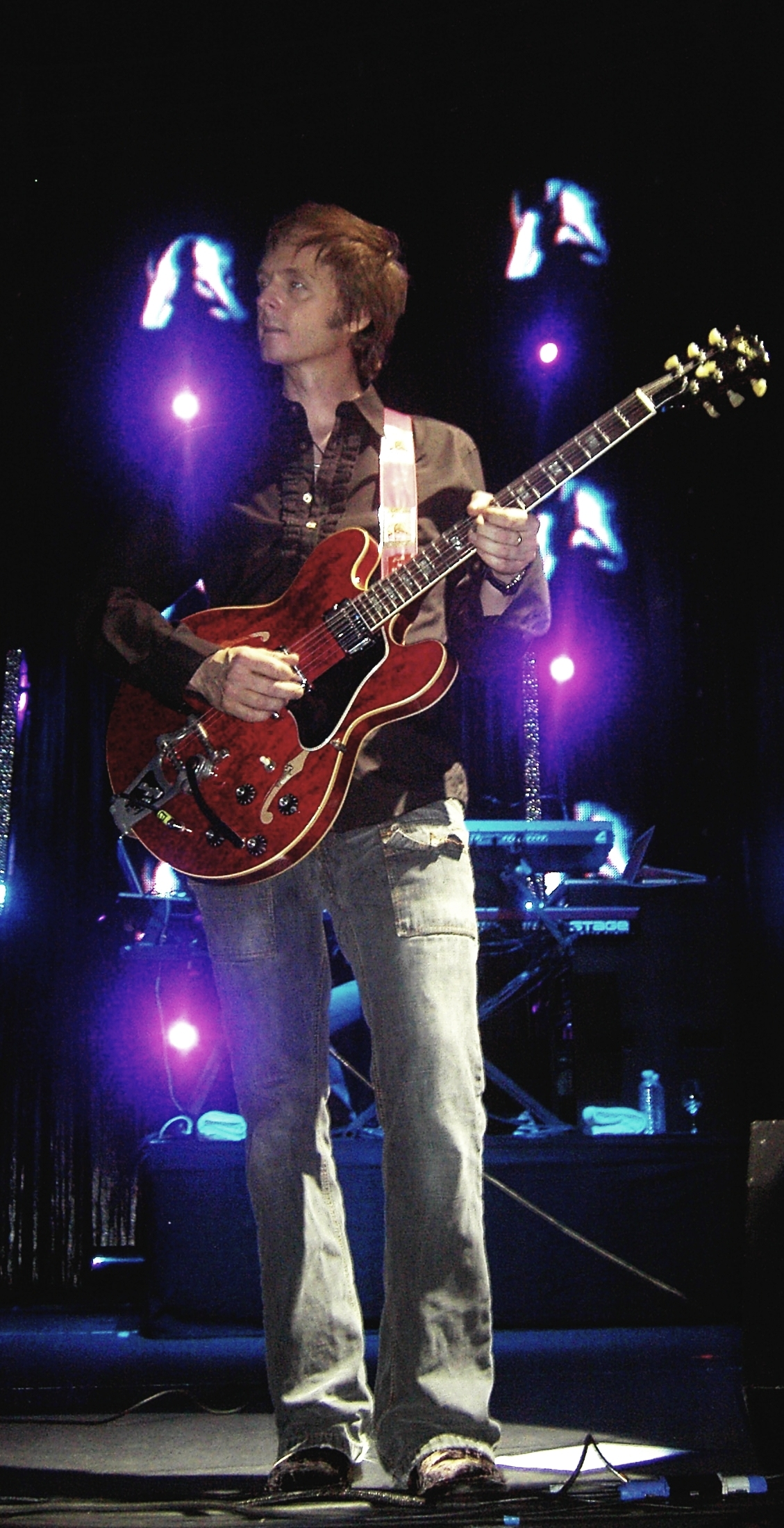
Pål Waaktaar-Savoy à Cologne, le 29 octobre 2005.

Les membres d'a-ha renouent contact en 1998, lorsqu'il leur est proposé d'interpréter deux titres lors de la remise du prix Nobel de la paix à Oslo. Ils jouent ce soir-là The Sun Always Shines on T.V. et un titre composé pour l'occasion par Pål Waaktar, Summer Moved On. L'entente revient, les différends (spécialement entre Morten et les deux autres) sont réglés et a-ha retourne en studio. En avril 2000, Summer Moved On sort en single, peu avant un nouvel album, Minor Earth Major Sky. Cet album sera plébiscité par la presse musicale anglaise, qui le nommera le 29e meilleur album de l'année 2000. Il comporte les splendides singles Minor Earth Major Sky (une chanson trip-hop), Velvet, ainsi que le très beau You'll Never Get Over Me : « the most beautiful song I've heard for a long time » (« la plus belle musique que j'ai entendu depuis longtemps ») écrira un critique anglais. The Sun Never Shone That Day et Mary Ellen Make The Moment Count achèvent de faire de ce disque une réussite.
En 2002 sort le pléthorique album Lifelines, aux producteurs quasiment aussi nombreux que les 15 titres hétérogènes et inégaux du CD. Cependant la critique est très bonne, un journaliste français remarquant notamment que « a-ha revient faire la nique à ses détracteurs » avec cet album « plein de tubes », dont You Wanted More, Did Anyone Approach You, A Little Bit, Oranges On Appletrees, Cannot Hide et « tellement d'autre ! ». La tournée qui s'ensuit est couronnée de succès et ravit la presse britannique qui affirme après un concert au Royal Albert Hall qu'il est évident pour n'importe quel être objectif, que « a-ha fait partie des plus grands génies méconnus de ces vingt dernières années ». Cette tournée donne naissance au premier live du groupe, How Can I Sleep with Your Voice in My Head, dont le son retranscrit bien la communion entre le groupe et son public. En 2002 toujours, dans la série d'animation South Park saison 6, épisode 3 Asspen, on entend au début de l'épisode et pendant le générique de fin la musique de Take on Me.
En 2005 dans le dessin animé culte Les Simpson saison 16 épisode 15 Futur Drama, la chanson de l'arrivée à la fête de l'école est Take on Me. À l'automne 2005 sort Analogue. Les singles Celice, Analogue, Birthright et Cosy Prisons (ce dernier voit la participation de Graham Nash aux chœurs) remportent un beau succès, la critique est élogieuse, et leur tournée, tout juste achevée fin 2006, est un énorme succès en Europe. Cet album est beaucoup plus mature, cohérent et abouti que son prédécesseur selon l'avis de bon nombre de critiques musicales. Graham Nash déclarera à la presse norvégienne que a-ha est un bon groupe, et que la chanson qu'il chante avec eux (Over The Treetop), est très bonne. Comme souvent avec a-ha, il y a de très bons morceaux sur l'album qui ne sortiront pas en single. C'est le cas par exemple de Keeper of the Flame qui passerait aisément pour un classique des Beatles, et de White Dwarf, terriblement poignante.
Le dernier album studio d'a-ha, Foot of the Mountain, produit par Steve Osborne, sort en juin 2009. Moins rock et moins folk que son prédécesseur, il marque un retour au son synthpop des débuts du groupe et est composé de dix titres, dont trois feront l'objet d'une sortie en single. Il s'agit de Foot of the Mountain, Nothing Is Keeping You Here et Shadowside. Il comporte également de beaux morceaux, tels The Bandstand et Start The Simulator.
En octobre 2009, a-ha annonce que le groupe se sépare à la fin de l'année 2010, à l'issue d'une dernière tournée mondiale, de la réédition « deluxe » de ses deux premiers albums Hunting High and Low et Scoundrel Days, et de la sortie d'une compilation de 39 titres (sortis en single ou non) retraçant toute leur carrière, intitulée 25, dont un dernier single inédit, Butterfly, Butterfly (The Last Hurrah). a-ha figure parmi les groupes musicaux ayant connu une rare longévité (28 ans d'existence presque ininterrompue).
À partir du 1er avril 2011 sort sur différents supports le live Ending on a High Note - The Final Concert. Il s'agit de l'enregistrement du tout dernier concert du groupe, donné le 4 décembre 2010 à l'Oslo Spektrum en Norvège. Le groupe officiellement dissous depuis le 4 décembre 2010 au soir, se reformera le temps d'un concert unique, à l'occasion d'une cérémonie d'hommage national aux victimes des attentats d'Oslo et d'Utøya.

### Nouveau retour (depuis 2015)
Le groupe est invité à participer à la scène des 30 ans du festival Rock in Rio en 2015, afin de fêter les 30 ans de Take on Me. Les trois membres acceptent et le groupe se reforme pour un concert très spécial, le 27 septembre 2015. Cette même année, est sortie une réédition des cinq premiers albums, avec des exclusivités et des inédits : en juin, est sortie une version Super Deluxe de l'album Hunting High and Low pour fêter les 30 ans de l'album. Il y a aussi eu une réédition des albums Stay on these Roads, suivi de East of the Sun, West of the Moon, qui contient le DVD Live in South America 1993, puis Memorial Beach. Les deux premiers albums Hunting High and Low et Scoundrel Days font l'objet d'une réédition en vinyle.
Le 25 mars 2015, le groupe donne une conférence de presse à l'ambassade de Norvège en Allemagne pour officialiser leur prochain retour. En effet, le groupe norvégien prépare un nouvel album intitulé Cast in Steel dont la sortie est prévue le 4 septembre 2015. Il comporte de très bonnes chansons : Mythomania, She Is Humming A Tune, Objects In The Mirror, Giving up the ghost. D'autre part, une tournée à travers l'Allemagne, l'Autriche et la Suisse est annoncée pour 2016, suivie dans la foulée d'une tournée mondiale dont une date en France au Zénith de Paris.
Des rumeurs circulent sur la future tournée du groupe qui sera confirmée le 16 décembre 2016. Le groupe sera effectivement à nouveau sur la route pour une série de concerts acoustiques et intimistes du 26 au 30 juin 2017 en Norvège. Un album, un DVD et une diffusion sont également prévus pour novembre 2017. En 2018, une tournée acoustique est annoncée, mais seulement en Allemagne, en Autriche au Stadthall de Vienne et en Suisse au Hallenstadion de Zurich pour le moment.
A-ha - The Movie sera présenté le 12 juin 2021 en avant-première au Tribeca Film Festival de New York.
A-ha se montre très occupé en 2022 ; un nouvel album et un film, « True North » sont annoncés, prévus pour l’automne 2022. Un single intitulé « I'm in » sort le 8 juillet au format digital, accompagné d'une vidéo. En parallèle, 2 nouveaux titres sont disponibles en version live sur Internet, « Forest for the trees » et « You have what it takes ».

## Dans la pop culture
Alors qu'à ses tout débuts, a-ha avait exploité le format BD dans le clip de Take on Me, le Neuvième Art a fait de Morten Harket un personnage à part entière dans l'album Venus Pop de Hernan Migoya et Man, publié en avril 2019 aux Éditions du Long Bec. Un album dans lequel, le chanteur du groupe renommé uhu incarne un idéal sage et expérimenté mais en concurrence avec un jeune loup pour l'amour et la carrière de Venus, jeune chanteuse en quête de repère dans un monde de la musique vicieux et manipulateur. Une fable assez cynique dans un style mixant comics, manga et franco-belge.

## Tournées
Le 7 mars 2019, a-ha a joué 678 concerts dans le monde dont 48 en France et 12 à Paris. 
- World Tour (1986–1987) (US, Canada, Europe dont 12 dates en France, Australie, Japon)
- Stay on These Roads Tour (1988–1989) (Europe dont 17 dates en France, Japon, Amérique du Sud)
- East of the Sun West of the Moon Tour (1991) (Europe dont 11 dates en France, Amérique du Sud)
- Memorial Beach Tour (1993–1994) (Europe, Liban, Afrique du Sud, Russie)
- Minor Earth Major Sky Tour (2000–2001) (Japon, Russie, Europe)
- Lifelines Tour (2002–2004) (Europe dont 2 dates en France, Brésil, Russie)
- Analogue Tour (2005–2007) (Europe dont 1 date en France, Russie, US, Sénégal, Chili)
- Foot of the Mountain Tour (2009) (Europe dont 1 date en France, Amérique du Sud, Japon, Russie)
- Ending on a High Note Tour (2010) (Europe dont 1 date en France, US, Canada, Amérique du Sud, Japan, Russie)
- Cast in Steel tour (2015–2016) (Amérique du Sud, Europe dont 1 date en France, Russie)
- MTV Unplugged tour (2018) (Europe)
- Electric Tour (2018) (Europe dont 2 dates en France et Israël)[22]
- Hunting High And Low (2019/2022) (Europe dont 3 dates en France, Russie)

## Membres
- Morten Harket - chant
- Pål Waaktaar-Savoy - guitare
- Magne Furuholmen - claviers

## Discographie
- 1985 : Hunting High and Low
- 1986 : Scoundrel Days
- 1986 : 45 R.P.M. Club
- 1987 : Scoundrel Club
- 1988 : Stay on These Roads et Road Club
- 1990 : East of the Sun, West of the Moon
- 1993 : Memorial Beach
- 2000 : Minor Earth Major Sky
- 2002 : Lifelines
- 2005 : Analogue
- 2009 : Foot of the Mountain
- 2015 : Cast in Steel
- 2022 : True North